# Лемборський повіт
Лемборський повіт (пол. powiat lęborski) — один з 16 земських повітів Поморського воєводства Польщі.
Утворений 1 січня 1999 року в результаті адміністративної реформи.

## Загальні дані
Повіт знаходиться у північній та центральній частині воєводства.
Адміністративний центр — місто Лємборк.
Станом на 1.01.2008 населення становить 63 705 осіб, площа 706,02 км².
На терени повіту були депортовані 1334 українці з українських етнічних територій у 1947 році (т. з. акція «Вісла»).

## Демографія
Демографічні дані повіту станом на 30.06.2005:
|       | Всього | Всього | Жінки  | Жінки | Чоловіки | Чоловіки |
| ----- | ------ | ------ | ------ | ----- | -------- | -------- |
|       | осіб   | %      | осіб   | %     | осіб     | %        |
| Повіт | 63 585 | 100    | 32 398 | 51    | 31 187   | 49       |
| Міста | 38 953 | 100    | 20 256 | 52    | 18 697   | 48       |
| Села  | 24 632 | 100    | 12 142 | 49,3  | 12 490   | 50,7     |